# Ставки (Гримайловская поселковая община)
Ставки (укр. Ставки) — село в Гримайловской поселковой общине Чортковского района Тернопольской области Украины.
До 2020 года входило в Гусятинский район.
Код КОАТУУ — 6121683303. Население по переписи 2001 года составляло 92 человека.

## Географическое положение
Село Ставки находится в 1,5 км от правого берега реки Збруч,
на расстоянии в 3 км от села Красное.
По селу протекает речка, есть пруд, много родников.